# Руджиноаса (Нямц)
Руджиноаса (рум. Ruginoasa) — село у повіті Нямц в Румунії. Входить до складу комуни Руджиноаса.
Село розташоване на відстані 287 км на північ від Бухареста, 26 км на схід від П'ятра-Нямца, 69 км на захід від Ясс.

## Населення
За даними перепису населення 2002 року у селі проживали 1678 осіб, усі — румуни. Усі жителі села рідною мовою назвали румунську.